# Fritillaria involucrata
Fritillaria involucrata är en liljeväxtart som beskrevs av Carlo Allioni. Fritillaria involucrata ingår i Klockliljesläktet och i familjen liljeväxter. Inga underarter finns listade.

## Bildgalleri

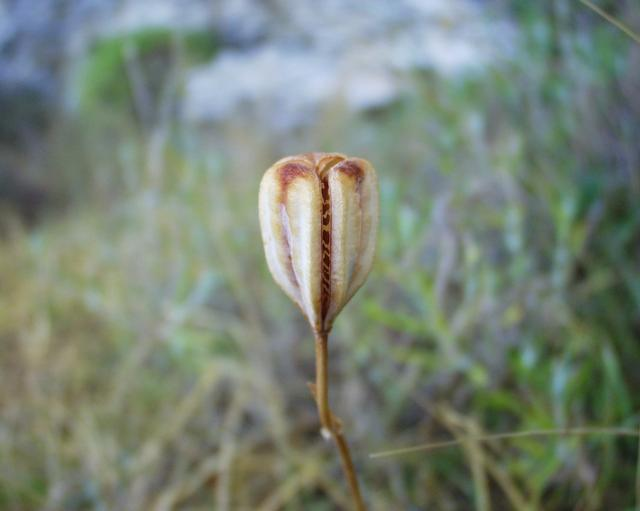
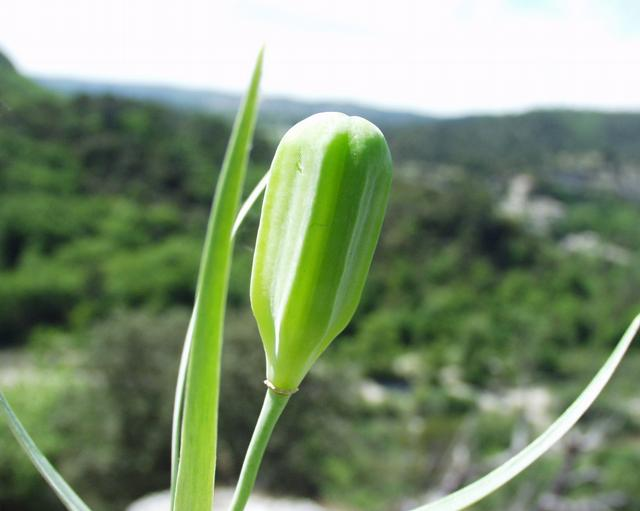
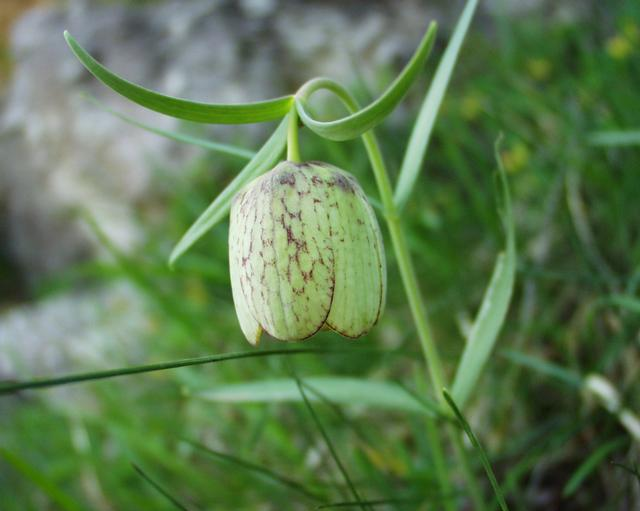
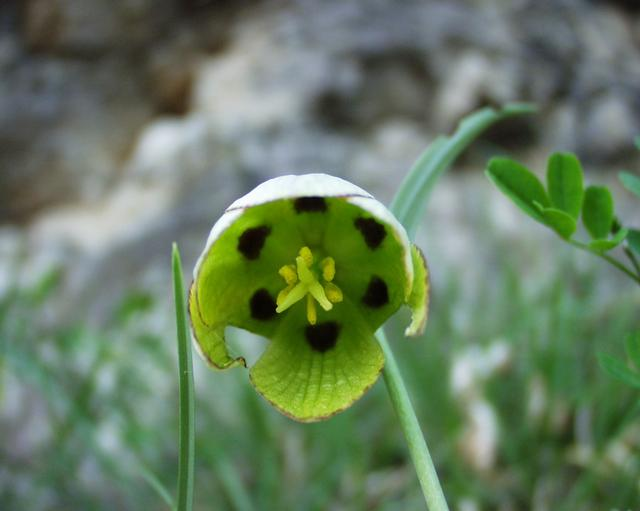
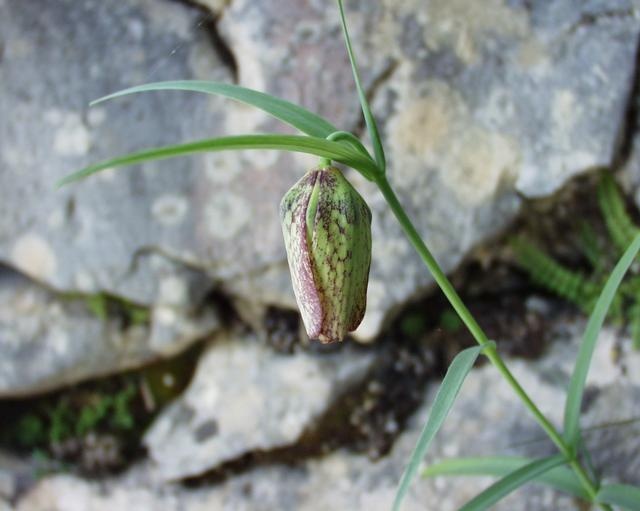
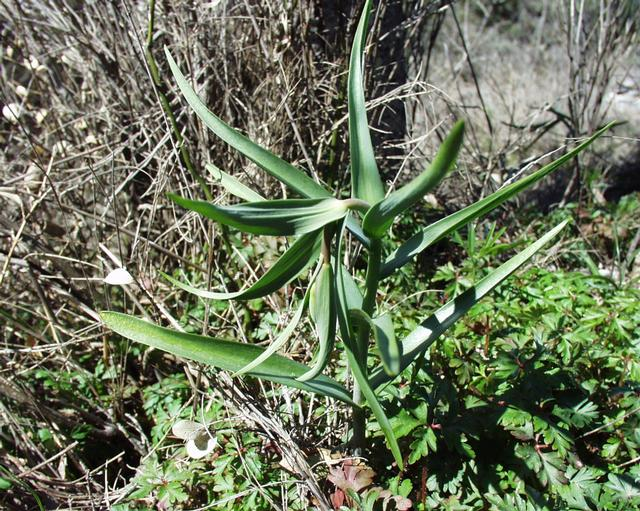